# Kwantielfunctie
In de kansrekening en statistiek verstaat men onder de kwantielfunctie van een stochastische variabele {\displaystyle X} de (gegeneraliseerde) inverse functie van de verdelingsfunctie van {\displaystyle X}, mits deze inverse functie correct gedefinieerd kan worden. De kwantielfunctie {\displaystyle Q} bepaalt voor een kans {\displaystyle p} het bijbehorende kwantiel {\displaystyle Q(p)} dat het waardenbereik van {\displaystyle X} verdeelt in de fracties {\displaystyle p} kleinere en {\displaystyle 1-p} grotere waarden.
Is dus {\displaystyle F\colon \mathbb {R} \to [0,1]} de verdelingsfunctie van {\displaystyle X}, en is {\displaystyle p=F(x)} voor een zekere {\displaystyle x\in \mathbb {R} }, dan wordt de kwantielfunctie {\displaystyle Q\colon [0,1]\to \mathbb {R} } gegeven door:
{\displaystyle Q(p)=F^{-1}(p)=x}
Het bereik van de verdelingsfunctie {\displaystyle F} kan ook het open interval {\displaystyle (0,1)} zijn. Het gesloten interval in bovenstaande definitie dient dan door dit open interval te worden vervangen.
Als {\displaystyle F} een continue, monotoon stijgende functie is, is {\displaystyle F^{-1}} de inverse functie van de verdelingsfunctie.
{\displaystyle F} hoeft echter noch continu, noch monotoon stijgend te zijn. In het geval van bijvoorbeeld een discrete toevalsvariabele {\displaystyle X} bevat de grafiek van de verdelingsfunctie verticale sprongen en is {\displaystyle F} dus niet-continu. Een verdelingsfunctie is monotoon niet-dalend, dus kan {\displaystyle F} ook op bepaalde intervallen constant zijn. In deze gevallen wordt de kwantielfunctie {\displaystyle Q} als volgt gedefinieerd:
{\displaystyle Q(p)=\inf\{x\in \mathbb {R} \colon p\leq F(x)\}}

## Voorbeelden

#### De uniforme verdeling
De op {\displaystyle [0,1]} uniform verdeelde toevalsvariabele {\displaystyle X} heeft als verdelingsfunctie {\displaystyle F\colon \mathbb {R} \to [0,1]} met:
{\displaystyle F(x)={\begin{cases}0,\quad x\leq 0\\x,\quad 0<x\leq 1\\1,\quad x>1\end{cases}}}
De bijbehorende kwantielfunctie {\displaystyle Q\colon [0,1]\to \mathbb {R} } wordt gegeven door: {\displaystyle Q(p)=p}.

#### De logistische verdeling
Een tweede voorbeeld is een logistisch verdeelde toevalsvariabele {\displaystyle X} met parameters {\displaystyle \mu } en {\displaystyle s^{2}}. De verdelingsfunctie {\displaystyle F\colon \mathbb {R} \to (0,1)} wordt gegeven door: 
{\displaystyle F(x)={\tfrac {1}{2}}+{\tfrac {1}{2}}\tanh \left({\frac {x-\mu }{2s}}\right)}
Deze verdelingsfunctie is een op {\displaystyle \mathbb {R} } continue, monotoon stijgende functie, waarvan de grafiek een S-vormige kromme is, die sterk lijkt op de grafiek van de verdelingsfunctie van de normale verdeling.
De kwantielfunctie {\displaystyle Q\colon (0,1)\to \mathbb {R} } van deze toevalsvariabele wordt gegeven door: 
{\displaystyle Q(p)=\mu +s\ln \left({\frac {p}{1-p}}\right)}